# Баба (міфологія)
Ба́ба — міфічна істота в образі жінки з довгим волоссям, яка убиває або до смерті залоскотує людей, одне з найстародавніших і найбільших божеств у прото-українців, які жили у кам'яну добу та давніх українців[прояснити] палеоліту, неоліту, енеоліту, бронзової доби.

## Жіноче божество
Баба — жінка-мати, прародителька. В сучасній українській мові баба — стара жінка. У давніх слов'ян — була жіночим божеством, яке уособлювало собою хмари, пізніше — світло взагалі або світло Місяця (звідси Баба — тітка Святовита). Божества-баби, за уявою марновірників, нібито проживали на високих горбах або гірських вершинах, звідси велика кількість назв «Бабина гора» у слов'ян, зокрема в Україні.

## Трактування образу
Іноді в образі баби вбачали жіночу іпостась домовика. Цей образ вважають продовженням прадавнього символу богині родючості. С. Плачинда доводить, що з прадавнього символу життя, здоров'я, вагітних, родючості — баби — розвинувся сучасний образ Берегині. Таким чином, від одного прадавнього символу відмежовуються полярно протилежні: символ зла та смерті з одного боку /баба або дика баба/ та своєрідний символ ствердження життя і благополуччя. У слав'янській міфології існувала золота баба — давня богиня тиші і спокою, домашнього благополуччя.

## Культ Баби
Баба — богиня життя, родючості, здоров'я, вагітних, мисливців. Її шанували, поклонялись, приносили в жертву тварин, біля капищ постійно палав вогонь, мисливці та воїни влаштовували ритуальні танці. Культ баби розвинувся за матріархату. Капища божества розташовувались на високих горах понад річками Дніпро, Рось, Тетерів та ін. Приблизно в XVI—XV ст. до Різдва Христова культ баби переростає в культ Берегині за визначенням П. Трощина. Образ баби як Матері, як Жінки, яка продовжує рід людський, трансформувався в кам'яному скульптурному зображенні Живи у с. Сулимівка Київської області та в скіфських і половецьких «бабах».

## Баба в Західній Україні
Образ баби зафіксовано переважно на Західній Україні. В українському фольклорі окреслюється слабо. На Гуцульщині — це худа, висока, з довгим волоссям жінка, якій приписували ворожі щодо людини функції (вона сидить у кукурузі, може «вбити дитину залізним макогоном» або залоскотати до смерті). А на Бойківщині змальовується як нешкідливий міфологічний персонаж (натрапити на неї можна було в лісових хащах або в полі). Існувало повір'я, що, зневолена в полі, вона служитиме господарю як вірна наймичка. Подекуди вірили, що дика баба любить підміняти людських, ще не хрещених, дітей своїми. Деякі дослідники відносять цей міфологічний образ до рідкісних реліктів вірування в жіноче уособлення домовика — «домовичку», «доманю», генетично пов'язане з прадавньою богинею життя та родючості.